# Roberts Slotiņš
Roberts Slotiņš (* 21. Juli 1991 in Cēsis) ist ein ehemaliger lettischer Biathlet und vormaliger Skilangläufer.
Roberts Slotiņš startet für SS Arkādija. Seine ersten internationalen Rennen im Skilanglauf bestritt er 2006 und 2007 bei FIS-Rennen, seit 2009 auch in Rennen des Scandinavian Cups. 2009 nahm er am Europäischen Olympischen Winter-Jugendfestival 2009 in Szczyrk teil und erreichte als beste Platzierung einen 17. Rang im Freistil-Sprint. Ein Jahr später wurde er bei den Juniorenweltmeisterschaften in Hinterzarten 92. über 10 Kilometer Klassisch und 19. im Staffelrennen. Bei den Nordischen Skiweltmeisterschaften 2011 in Oslo scheiterte er im Freistil-Sprint als 90. in der Qualifikation. Bei den lettischen Meisterschaften 2011 gewann Slotiņš über 10 Kilometer Klassisch hinter Morten Priks und Arvis Liepiņš die Bronze-, über 10 Kilometer Freistil hinter Jānis Paipals die Silbermedaille. Bei den Nordischen Skiweltmeisterschaften 2013 im Fleimstal beendete er weder den Skiathlon noch das Rennen über 15 Kilometer Freistil.
Zur Saison 2014/15 wechselte Slotiņš zum Biathlonsport. In Beitostølen gab er zum Beginn der Saison sein Debüt im IBU-Cup. Seine ersten Sprintrennen beendete er als 99. und 94. Kurz darauf verbesserte er seine Bestleistung in einem Einzel in Obertilliach auf den 50. Platz. Zu Beginn des Jahres bestritt er in Oberhof seine ersten Rennen im Weltcup, in denen er die Ränge 18 in der Staffel und 85 im Sprint erreichte. In Otepää nahm er wenig später an den Biathlon-Europameisterschaften 2015 teil und wurde 75. des Einzels, 83. des Sprints und mit Aleksandrs Patrijuks, Daumants Lusa und Toms Praulītis 16. in der überrundeten Staffel. Bei den nachfolgenden Weltmeisterschaften in Kontiolahti errang er den 103. Platz im Einzel, 93. Platz im Sprint und den 26. Platz mit der Staffel. Bei den Weltmeisterschaften 2016 in Oslo kam er auf den 95. Platz im Einzel, auf den 93. Rang im Sprint und jeweils auf den 25. Platz mit der Staffel und der Mixed-Staffel. In den folgenden Jahren belegte er bei den Europameisterschaften 2017 in Duszniki-Zdrój den 98. Platz im Sprint sowie den 67. Rang im Einzel und bei den Europameisterschaften 2018 in Ridnaun den 81. Platz im Sprint sowie den 71. Rang im Einzel. In der Saison 2018/19 kam er bei den Europameisterschaften 2019 in Minsk auf den 106. Platz im Sprint und auf den 84. Rang im Einzel. Seine besten Resultate bei den Weltmeisterschaften 2019 in Östersund waren der 87. Platz im Sprint und der 23. Rang mit der Mixed-Staffel. In der folgenden Saison lief er bei den Europameisterschaften 2020 in Minsk mit drei Schießfehler auf den 78. Platz im Sprint und bei den Weltmeisterschaften 2020 in Antholz auf den 91. Platz im Einzel, auf den 84. Rang im Sprint und auf den 22. Platz mit der Staffel. Seine besten Platzierungen bei den Europameisterschaften im Februar 2021 in Duszniki-Zdrój waren der 56. Platz in der Verfolgung und der 21. Rang mit der Mixed-Staffel. Bei den nachfolgenden Weltmeisterschaften in Pokljuka errang er den 95. Platz im Sprint und den 22. Platz mit der Staffel. Nachdem er zu Beginn der Saison 2021/22 im Biathlon-Weltcup gestartet war, nahm er im Januar 2022 am Slavic-Cup im Skilanglauf teil. Auch bei den Olympischen Winterspielen 2022 in Peking startete er im Skilanglauf. Dabei belegte er den 74. Platz über 15 km klassisch, den 70. Rang im Sprint und den 54. Platz im 50-km-Massenstartrennen. Zudem errang er dort zusammen mit Raimo Vīgants den 21. Platz im Teamsprint.

## Biathlon-Weltcup-Platzierungen
Die Tabelle zeigt alle Platzierungen (je nach Austragungsjahr einschließlich Olympische Spiele und Weltmeisterschaften).
- 1.–3. Platz: Anzahl der Podiumsplatzierungen
- Top 10: Anzahl der Platzierungen unter den ersten zehn (einschließlich Podium)
- Punkteränge: Anzahl der Platzierungen innerhalb der Punkteränge (einschließlich Podium und Top 10)
- Starts: Anzahl gelaufener Rennen in der jeweiligen Disziplin
- Staffel: inklusive Mixed- und Single-Mixed-Staffeln

| Platzierung              | Einzel | Sprint | Verfolgung | Massenstart | Staffel | Gesamt |
| ------------------------ | ------ | ------ | ---------- | ----------- | ------- | ------ |
| 1. Platz                 |        |        |            |             |         |        |
| 2. Platz                 |        |        |            |             |         |        |
| 3. Platz                 |        |        |            |             |         |        |
| Top 10                   |        |        |            |             |         |        |
| Punkteränge              |        |        |            |             | 36      | 36     |
| Starts                   | 11     | 38     |            |             | 36      | 85     |
| Stand: 31. Dezember 2021 |        |        |            |             |         |        |